# Viviendo deprisa
Viviendo deprisa es el título del segundo álbum de estudio grabado por el cantautor español Alejandro Sanz (aunque anteriormente había editado Los chulos son pa' cuidarlos, bajo el nombre de Alejandro Magno en 1989). Fue lanzado al mercado por la compañía discográfica WEA Latina el 20 de agosto de 1991, con la producción musical de Miguel Ángel Arenas.
Todas las canciones fueron compuestas por Alejandro y algunas aparecen acreditadas a A. Medina (Algazul Medina) seudónimo que Alejandro utilizó al inicio de su carrera.

## Lista de canciones
Todas las canciones escritas y compuestas por Alejandro Sanz. 
| Viviendo deprisa |                              |                                     |          |  |
| N.º              | Título                       | Escritor(es)                        | Duración |  |
| 1.               | «Los dos cogidos de la mano» | Alejandro Sanz · A. Medina          | 5:07     |  |
| 2.               | «Pisando Fuerte»             | Alejandro Sanz · A. Medina          | 4:32     |  |
| 3.               | «Lo que fui es lo que soy»   | Alejandro Sanz · A. Medina          | 4:42     |  |
| 4.               | «Todo sigue igual»           | Alejandro Sanz · Jorge Luis Borrego | 5:15     |  |
| 5.               | «Viviendo deprisa»           | Alejandro Sanz · A. Medina          | 3:20     |  |
| 6.               | «Se le apagó la luz»         | Alejandro Sanz · A. Medina          | 4:47     |  |
| 7.               | «Duelo al amanecer»          | Alejandro Sanz · A. Medina          | 3:33     |  |
| 8.               | «Completamente loca»         | Alejandro Sanz · A. Medina          | 3:33     |  |
| 9.               | «Toca para mí»               | Alejandro Sanz · A. Medina          | 4:09     |  |
| 10.              | «Es este amor»               | Alejandro Sanz · A. Medina          | 3:34     |  |
| 42:10            |                              |                                     |          |  |

© MCMXCI. Warner Music Spain S.A.

## Viviendo deprisa: Edición 2006
Viviendo deprisa (Edición 2006), es una reedición de su álbum Viviendo deprisa de 1991. Contiene 1 CD más 1 DVD. El CD contiene las 10 canciones originales más 2 demos y 1 tema de su álbum acústico Básico. El DVD contiene 2 videoclips y 4 videos Live.

### Lista de canciones

#### CD
Todas las canciones escritas y compuestas por Alejandro Sanz. 
| Viviendo deprisa |                                         |                            |          |  |
| N.º              | Título                                  | Escritor(es)               | Duración |  |
| 1.               | «Los dos cogidos de la mano»            | Alejandro Sanz · A. Medina | 5:07     |  |
| 2.               | «Pisando fuerte»                        | Alejandro Sanz · A. Medina | 4:32     |  |
| 3.               | «Lo que fui es lo que soy»              | Alejandro Sanz · A. Medina | 4:42     |  |
| 4.               | «Todo sigue igual»                      | Borrego · Alejandro Sanz   | 5:15     |  |
| 5.               | «Viviendo deprisa»                      | Alejandro Sanz · A. Medina | 3:20     |  |
| 6.               | «Se le apagó la luz»                    | Alejandro Sanz · A. Medina | 4:47     |  |
| 7.               | «Duelo al amanecer»                     | Alejandro Sanz · A. Medina | 3:33     |  |
| 8.               | «Completamente loca»                    | Alejandro Sanz · A. Medina | 3:33     |  |
| 9.               | «Toca para mí»                          | Alejandro Sanz · A. Medina | 4:09     |  |
| 10.              | «Es este amor»                          | A. Medina                  | 3:34     |  |
| 11.              | «Toca para mí (Demo)»                   | Alejandro Sanz             | 4:01     |  |
| 12.              | «Viviendo deprisa (Demo)»               | Alejandro Sanz             | 3:10     |  |
| 13.              | «Se le apagó la luz (del álbum Básico)» | Alejandro Sanz             | 4:38     |  |
| 54:13            |                                         |                            |          |  |

#### DVD
1. Los dos cogidos de La mano (Videoclip)
2. Pisando fuerte (Videoclip)
3. Lo que fui es lo que soy (Concierto Pabellón de Deportes del Real Madrid)
4. Los dos cogidos de la mano (Concierto Pabellón de Deportes del Real Madrid)
5. Se le apagó la luz (Concierto Pabellón de Deportes del Real Madrid)
6. Pisando fuerte (Concierto Pabellón de Deportes del Real Madrid)

## Ventas
| País   | Proveedor  | Certificaciones |
| Europa |            |                 |
| España | Promusicae | 9x Platino      |